# Mimolaia cleroides
Mimolaia cleroides är en skalbaggsart som först beskrevs av Bates 1866.  Mimolaia cleroides ingår i släktet Mimolaia och familjen långhorningar. Inga underarter finns listade i Catalogue of Life.